# Хейман, Фрэнсис
Фрэнсис Хейман (англ. Francis Hayman, 1708, Эксетер, Девон — 2 февраля 1776, Лондон) — британский актёр, сценограф, художник и иллюстратор эпохи английского рококо. Создавал портреты, отдельные и групповые, портреты актёров в ролях, пейзажи и библейские композиции. Преподаватель и один из организаторов Королевской академии искусств в Лондоне.

## Биография
Фрэнсис Хейман родился в Эксетере (графство Девон). Отец — Джон Хейман, мать — Джейн Браун. Дата и месяц рождения неизвестны. Творческую карьеру начинал как актёр на мелких ролях и художник сценограф. Работал в театре Гудменз-Филд и как художник-сценограф в Друри-Лейн.
Его способности художника-декоратора были использованы для создания стенописей в павильонах Воксхолл-гарден. В 1746 году он выполнил несколько религиозно-нравоучительных композиций для лондонского Воспитательного дома. Несколько картин исполнил вместе со своим приятелем художником пейзажистом Джорджем Ламбертом (1700—1765). Он также сделал иллюстрации к ряду книг, среди которых тридцать одна иллюстрация к изданию произведений Уильяма Шекспира 1744 года начатого издателем Томасом Ханмер. Он также иллюстратор популярных тогда романов писателей Сэмюель Ричардсона, Джона Поупа, Уильяма Конгрива, Джона Мильтона.
Фрэнсис Хейман как художник сформировался под влиянием французского рококо и художников той эпохи, работавших после смерти Антуана Ватто. Отсюда небольшие размером картины, переливающиеся цвета, некоторая кукольность его образов как в заказных портретах так и в жанровых композициях. В портретном жанре он ненамного отличался от остальных британских художников, работавших уже по выработанным портретными схемам. Семейные портреты английских дворян представленные на тривиальном фоне пейзажных парков с обязательными тогда вазами или игривыми садово-парковыми скульптурами рококо. Необходимость зарабатывать на жизнь заставляла художника браться за разные жанры — от батальной до портретной. Он также создал несколько картин с портретами актеров в ролях.
Фрэнсис Хейман был известен и как преподаватель. Среди его учеников — ряд английских художников, таких как Мейсон Чемберлен (1727—1787), Натаниэль Данс-Холланд (1735—1811), Томас Сетон (ок. 1738—1806) и Лемюэль Фрэнсис Эббот. Но более он прославился влиянием на ранние произведения ключевой фигуры британского портретного жанра — Томаса Гейнсборо.
Фрэнсис Хейман вместе с Джошуа Рейнольдсом положил начало созданию Союза британских художников, предшественницы будущей Королевской академии искусств. После создания Королевской академии искусств был её первым библиотекарем с 1771 года до собственной смерти.
Был дважды женат. Умер в Лондоне.

## Произведения
- «Дама в розовом» (Маргарет Вофингтон?) (Ок. 1745)
- «Переменная молодость танцует под музыку калеки»
- «Капитан Эдвард Вернон»
- «Морис Грин и Джон Хэдли»
- «Портрет Джона Хедли»
- «Добрый самаритянин» (1752)
- «Актёры Дэвид Гаррик и миссис Причард в спектакле Бенджмина Хедли «Ревнивый муж»
- «Семья Джонатана Тьера»

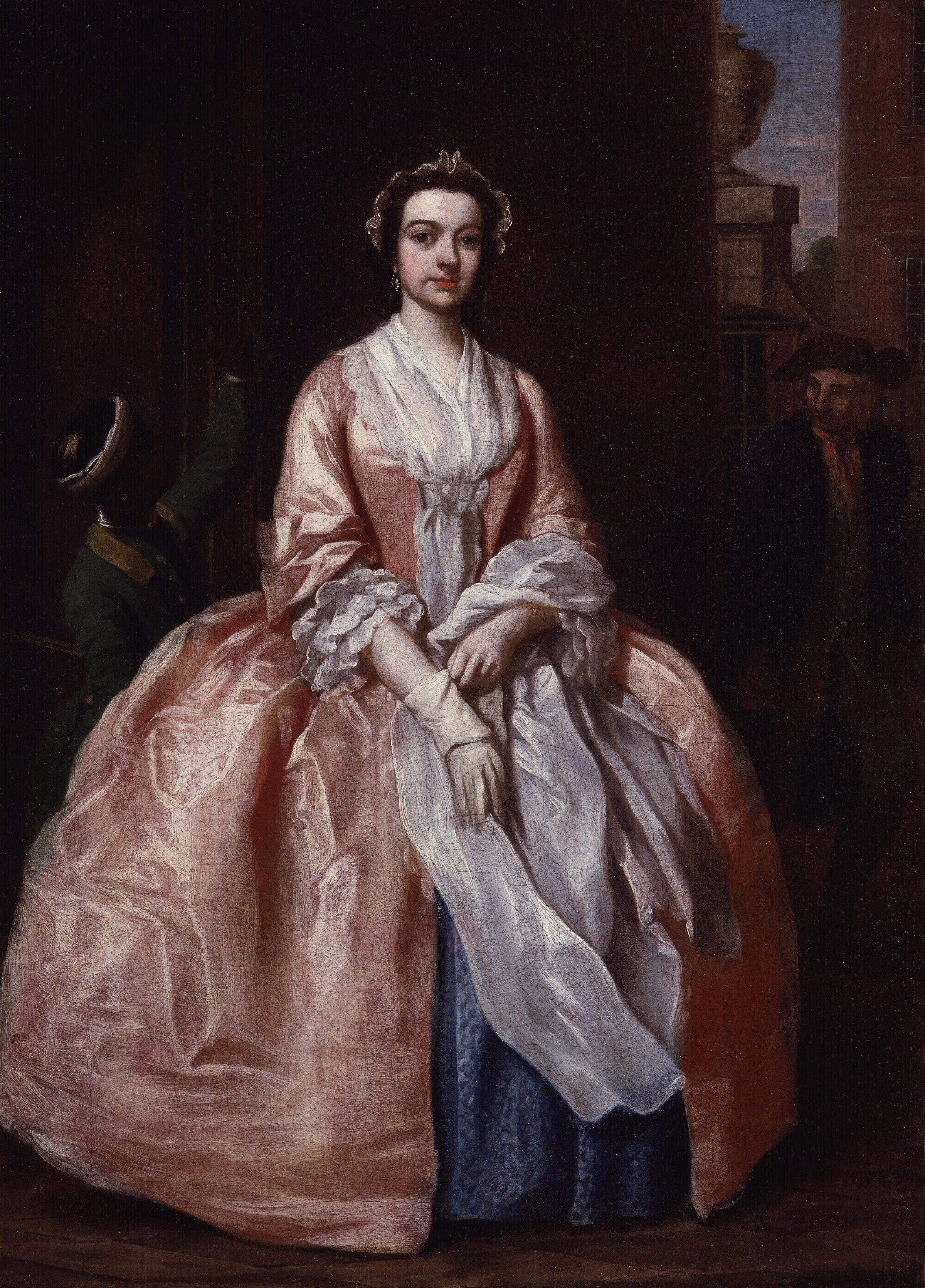
Дама в розовом
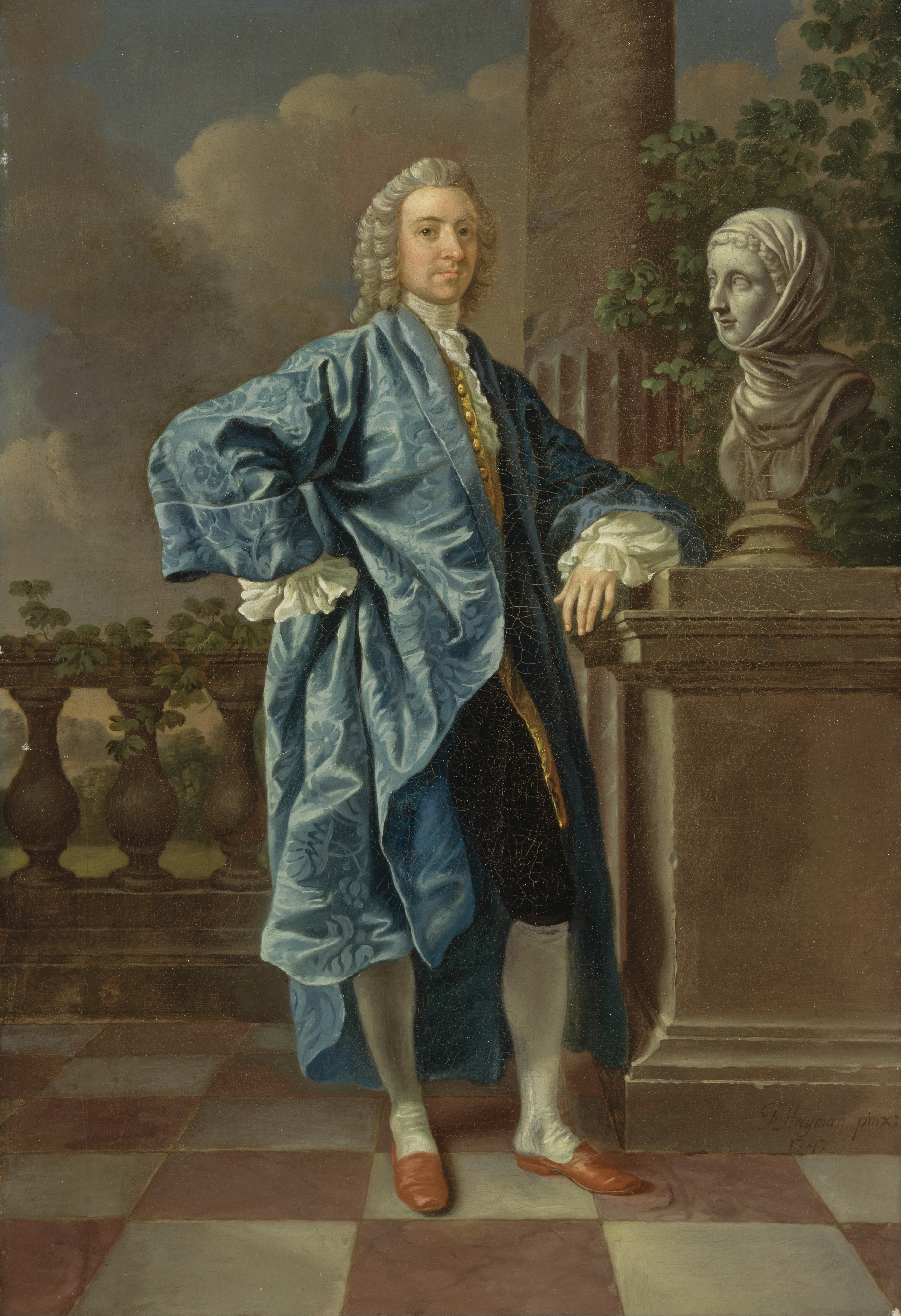
Доктор Чарльз Чонси
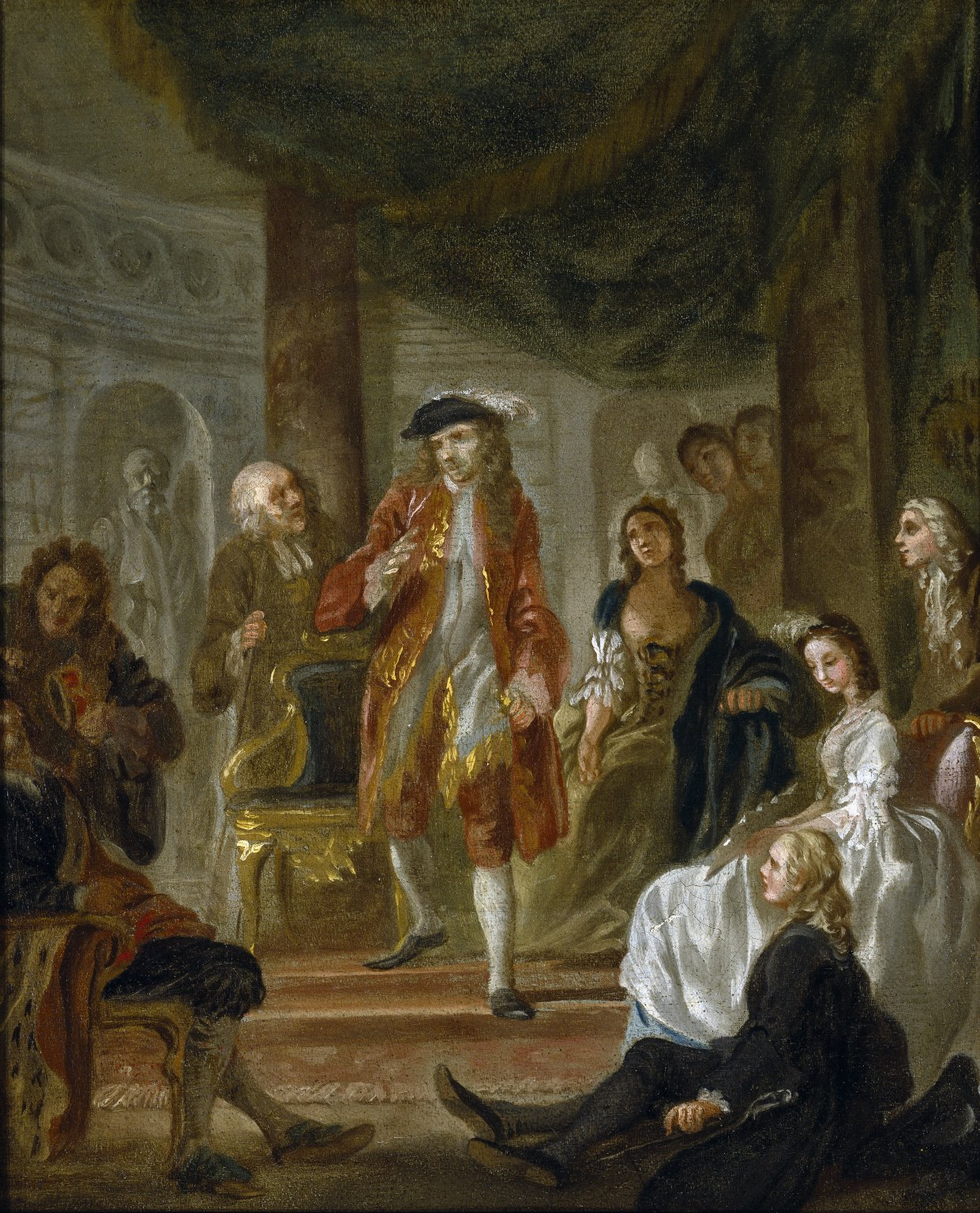
Сцена пьесы «Гамлет»
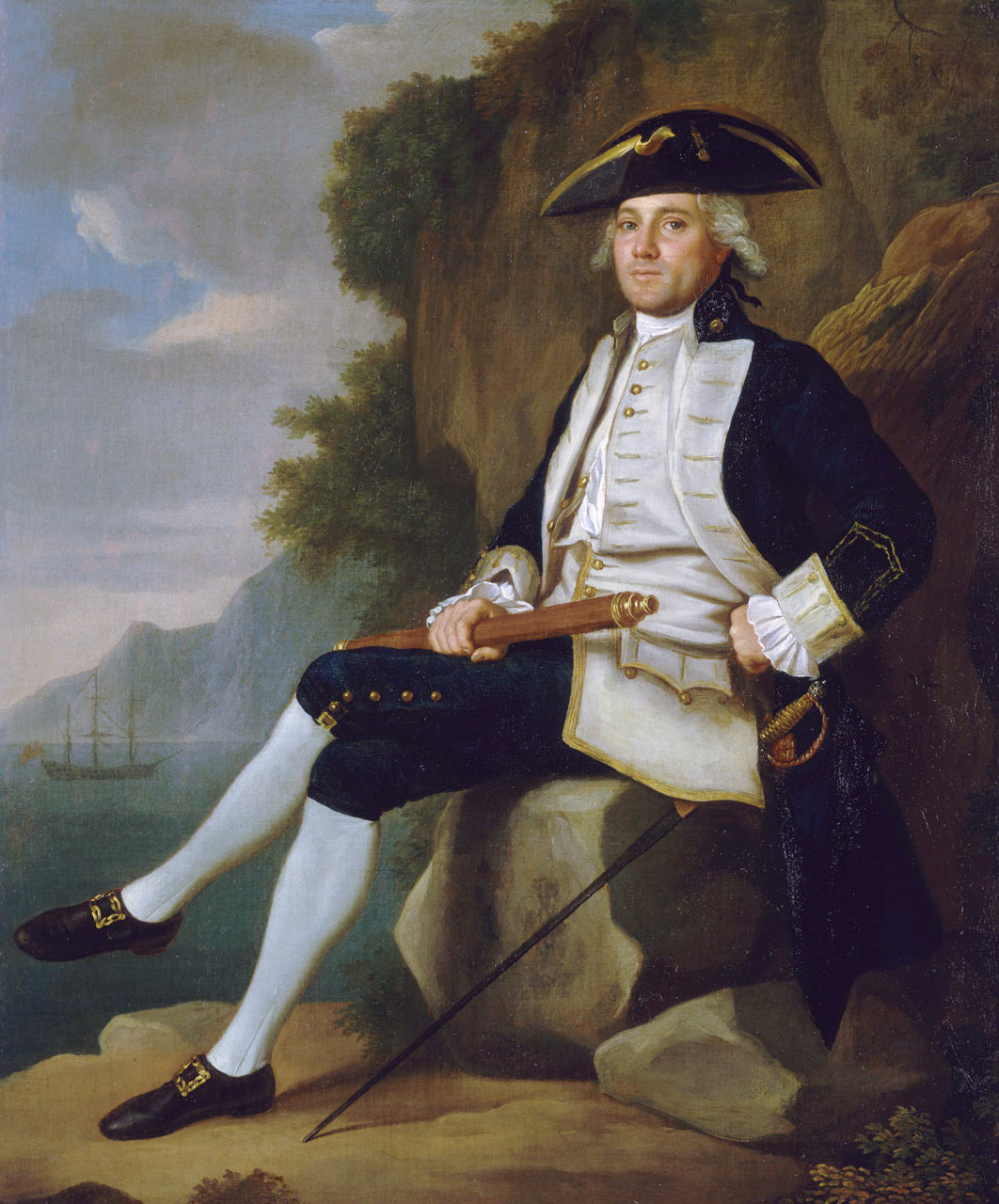
Капитан Эдвард Вернон